# Wanda Marasco
Wanda Marasco (Napoli, 6 maggio 1953) è una scrittrice, attrice, regista e insegnante italiana.

## Biografia
Laureatasi in Filosofia con Raffaello Franchini, ha frequentato il corso di regia all'Accademia d'Arte Drammatica Silvio D'Amico di Roma, sotto la direzione di Ruggero Jacobbi, divenuto poi suo amico e maestro, diplomandosi a pieni voti. 
Originale poetessa, nonché amica del poeta Dario Bellezza, inizia a farsi conoscere con le sue prime raccolte già tra i sedici e i vent'anni come una delle voci giovani più interessanti e meglio definite nel talento visionario e moderatamente barocco, lungo una poetica dove la domanda metafisica e il plagio del negativo corrono in versi di notevole spessore.
Nel 1977 pubblica la raccolta Gli strumenti scordati, e due anni dopo L'attrito agli specchi.
Le viene assegnato, intanto, nel 1978, il Premio per la poesia "William Blake".
Durante il periodo romano, a contatto col mondo teatrale accademico ha modo di scrivere un dramma, quale rivisitazione del Faust di Goethe e una commedia denominata La Strada dell'Abbondanza. Ha recitato in diverse messinscena di importanti registi teatrali tra cui Aldo Trionfo, e un'interpretazione al Festival dei Due Mondi di Spoleto nel 1982.
Negli anni a seguire pubblica ancora poesie con le raccolte Deus Inversus, Le fate e i detriti, Metacarne, fino a raggiungere il riconoscimento del Premio Internazionale Eugenio Montale nel 1997 con la raccolta Voc e Poè.
Ha pubblicato nel 2003 il suo primo romanzo L'arciere d'infanzia, edito da Manni Editore, con l'introduzione di Giovanni Raboni che l'ha fortemente sostenuta. La quarta di copertina recita così: «Un romanzo che riguarda non solo la città di "Nopali" ma il mondo in un paradossale impasto tragicomico, attraverso tre racconti che sono, come scrive Raboni nell'introduzione, "autonomi per concezione e stesura e tuttavia convergenti come altrettanti cannocchiali puntati da distanze diverse e con diverse angolazioni su un'unica immagine"». Si è aggiudicata con questo suo scritto il Premio Bagutta per la sezione Opera Prima.
Ha insegnato Lettere all'Istituto Tecnico Industriale "Galileo Ferraris" nel difficile quartiere di Scampia a Napoli, continuando nel contempo a seguire la strada del teatro-scuola con la Compagnia Stabile de "Gli Ingiullarati".
Suoi testi poetici compaiono sulla rivista «Oltranza» (nº 1, anno I), diretta da Ciro Vitiello e pubblicata da Alfredo Guida editore.
Lo stesso accade su «Tracce. Trimestrale di scrittura e ricerca letteraria» (marzo-giugno 2005 [nuova serie], nº 78-79, anno XXIII), una rivista che si propone come una sorta di antologia di poetesse italiane contemporanee; la Marasco qui si presenta ai suoi lettori con tre sue poesie allora inedite.
Nel 2006 le è stato conferito il Premio speciale alla carriera "Città di Pieve di Cento".
Nel mese di maggio 2007 ha tenuto un ciclo di lezioni del Master universitario in Letteratura, Scrittura e Critica Teatrale, presso l'Università degli Studi di Napoli Federico II. Nello stesso periodo prende parte al lavoro antologico a più mani «Da Napoli/Verso», un almanacco di poeti italiani contemporanei (in maggioranza numerica napoletani) edito dalle Edizioni Kairòs di Napoli.
Nel 2011 prende parte alla Rassegna intorno alla figura del drammaturgo Samuel Beckett denominata Catastrofe, curata dall'Accademia di Teatro e Cinema dell'Unione Europea "Eutheca".
Con la casa editrice Neri Pozza, pubblica nel 2015 Il genio dell'abbandono, un romanzo centrato sulla figura dell'artista napoletano Vincenzo Gemito.
Il genio dell'abbandono è sin da subito candidato alla prima edizione del Premio Nazionale di letteratura Neri Pozza, arrivando nella rosa dei cinque finalisti, e successivamente viene inserito tra i dodici finalisti dell'edizione del 2015 del Premio Strega, ottenendo largo consenso di pubblico e di critica.
Nel 2016 le viene assegnato a Napoli dal Presidente dell'associazione MIRADOIS onlus Antonello Pisanti il prestigioso PREMIO MIRADOIS per la letteratura.
Ancora nel 2016 è stata presidente di giuria del Premio internazionale "Tulliola - Renato Filippelli" di Formia insieme ai seguenti giurati: Annella Prisco, Carmen Moscariello, Raffaele Messina, Michele Urrasio, Domenico Pimpinella, Mimma Filippelli, Paola Piccino e Manfredi Di Biasio.
Nel 2017 è nella cinquina dei finalisti del Premio Strega, stavolta col romanzo La compagnia delle anime finte, di nuovo per i tipi di Neri Pozza.

## Pubblicazioni

### Raccolte di poesie
- 1977 - Gli strumenti scordati, Firenze, Nuovedizioni E. Vallecchi.
- 1979 - L'attrito agli specchi, Foggia, Bastogi.
- 1980 - Deus Inversus, Manduria, Lacaita.
- 1988 - Le fate e i detriti, Manduria, Lacaita.
- 1997 - Voc e Poè, Pasian di Prato, Campanotto.
- 2007 - Da Napoli/Verso, (a cura di Antonio Spagnuolo e Stelvio Di Spigno), Napoli, Edizioni Kairòs.
- 2013 - La fatica dello stormo, Milano, La vita felice (collana Le voci Italiane). ISBN 9788877995070

### Romanzi
- 1994 - Madre e figlia, Salerno, Ripostes Scuola.
- 2003 - L'arciere d'infanzia, Lecce, Manni editore, ISBN 88-8176-335-4
- 2015 - Il genio dell'abbandono, Vicenza, Neri Pozza Editore.
- 2017 - La Compagnia delle anime finte, Vicenza, Neri Pozza Editore, ISBN 978-88-545-1393-8
- 2025 - Di spalle a questo mondo, Vicenza, Neri Pozza Editore, ISBN 978-88-545-1749-3

### Teatro
- 19 dicembre 1981 - Tutti quelli che cadono, di Samuel Beckett
- 29 marzo 1982 - L'asino d'oro, di Lucio Apuleio
- maggio 1999 - 'O Tiatro 'e Babbele, di Wanda Marasco
- marzo 2002 - Quei fantasmi del presepe, a cura di Wanda Marasco su testi di Eduardo De Filippo
- dicembre 2007 - Amor scuote la scena, di Wanda Marasco
- 2011 - Giorni Felici, di Samuel Beckett, nel ruolo di Winnie
- 2013 - Giulietta e le altre, di Wanda Marasco

### Riferimenti e Studi
- 1996 Per tutti quelli che cadono di Samuel Beckett. Progetto di Wanda Marasco, curatori Musati L.M., Lucidi M., Edizioni Grin